# Katastrofa lotu SANSA 32
Katastrofa lotu SANSA 32 – wydarzyła się 15 stycznia 1990. W jej wyniku CASA C-212 Aviocar należąca do linii SANSA uderzyła w zbocze góry Cerro Cedral, zabijając wszystkie 23 osoby na pokładzie.

## Samolot
Maszyną obsługującą lot 32 była CASA C-212 Aviocar (nr rej.TI-SAB) o numerze seryjnym 163. Samolot został wyprodukowany 6 maja 1980 i wylatał 3589 godzin, czyli 7217 cykli startu i lądowania.

## Przebieg lotu
Samolot wystartował o 08:23 z San José i przeprowadzał rutynowy lot do Palmar Sur. Załoga dostała zgodę na wznoszenie się na pułap 5500 stóp. Po przecięciu pułapu 5500 stóp  samolot jednak nadal się wznosił w spowitym chmurami górzystym terenie. Maszyna rozbiła się 6 minut po starcie, uderzając na wysokości 7200 stóp (2200 metrów) w zalesione zbocze góry Cerro Cedral. Jest to druga co do wielkości katastrofa lotnicza w historii Kostaryki i piąta – samolotu CASA C-212 Aviocar.

## Przyczyny
Śledztwo wykazało, że główną przyczyną katastrofy było nieprzestrzeganie planu lotu, co doprowadziło do tego, że samolot nie mógł wykonywać lotu zgodnie z zasadami VFR. Jako przyczyny poboczne wymieniono brak systemu GPWS, zmęczenie pilotów i niewłaściwe programy szkoleniowe przewoźnika.